# 上北山村立上北山やまゆり学園
上北山村上北山やまゆり学園（かみきたやまそんりつ かみきたやまやまゆりがくえん）は奈良県吉野郡上北山村河合にある村立の義務教育学校。

## 概要
- 上北山村では、2014年（平成26年）4月に、施設一体型小中一貫教育の「上北山村立やまゆり保育園・上北山小中学校｣を開校したが、2020年（令和2年）3月31日に上北山小中学校を廃校にした上で、新たに小中一貫の義務教育学校として、本校が開校した。

## 沿革
- 2020年（令和2年）
  - 4月1日 - 村の花「やまゆり」を図案化し校章を配す。
  - 4月7日 - 開校式挙行。
- 2021年（令和3年）3月16日 - 第1回卒業式挙行[1]。

## 学区
- 上北山村全域

## 周辺
- 国道169号
  - 小谷トンネル
- 北山川

## アクセス
- 南部地域連携コミュニティバス（R169ゆうゆうバス）「上北山中学校前」バス停下車。ただし、運行は、1日1往復しかない。
- 近鉄吉野線大和上市駅から、上述のコミュニティバスで、「上北山中学校前」バス停まで、1時間37分から1時間41分。
- 近鉄吉野線吉野神宮駅から、車で約45km・約1時間半。
- 上北山村役場から、
  - 車で約2.5km・約4分。
  - 役場庁舎から「河合」バス停まで徒歩移動し、上述のコミュニティバスで、「上北山中学校前」バス停まで3分。